# Distrito de Aurahuá

El distrito de Aurahuá es uno de los trece que conforman la provincia de Castrovirreyna, ubicada en el departamento de Huancavelica, en el Sur del Perú.
La localidad fue muy estimada durante el Imperio Inca por su fértil tierra que la volvió una despensa para el ejército en su trayecto a distintas localidades, por lo que se estableció allí la fortaleza militar Candela Ccencca, la ciudadela de Cumpe entre otras  aún inexploradas.

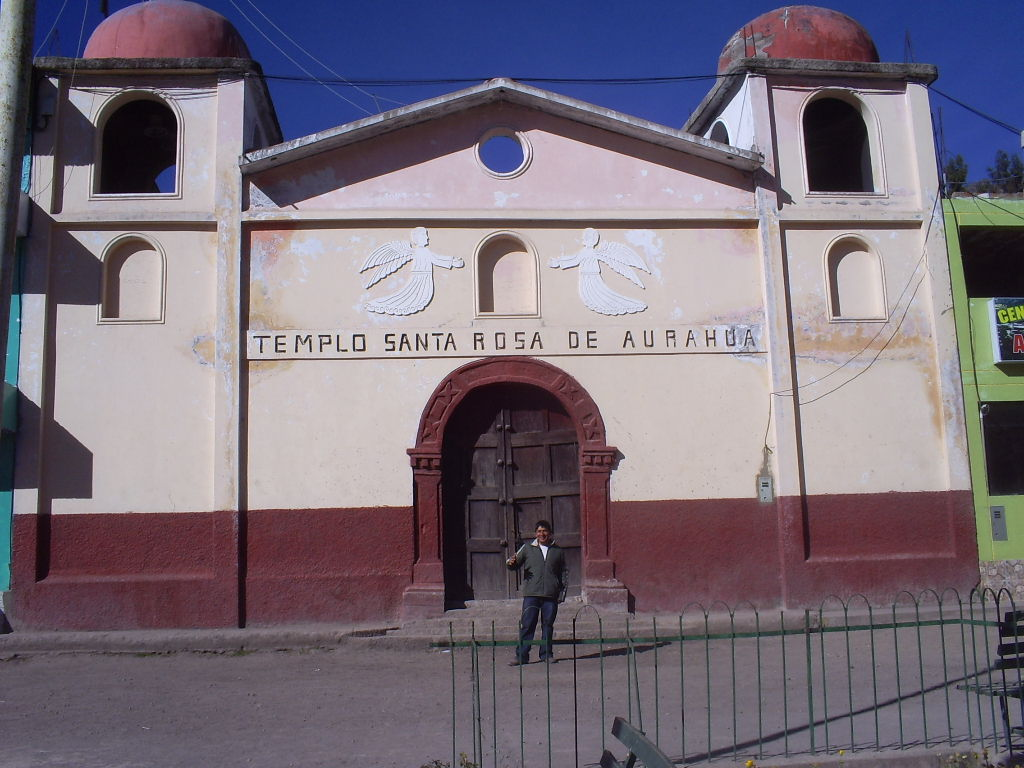
Iglesia de Santa Rosa de Lima en Aurahuá.

## Historia

### Primeros habitantes
Pese a encontrarse elementos de asentamientos humanos prehispánicos, la data de los primeros hombres que habitaron el valle de Aurahuá hasta hoy constituye un vasto y nebuloso panorama.
Desde esta perspectiva se puede dar algunas conclusiones preliminares, que estará sujeta a estudios posteriores más científicos. Por los estudios desarrollados en el área de Castrovirreyna se sabe que los primeros pobladores del departamento se ubicaron en los alrededores de la laguna de PULTOCC (El hombre de Pultocc) y SAN FRANCISCO, ubicados en la meseta de Castrovirreyna, dicha meseta se prolonga hasta Huichinga, razón por lo que sostengo, que el primer poblador aurahuino se ubica en los rededores de la laguna de Huchinga (se encuentra evidencia arqueológica), es la zona más adecuada para una población de fauna silvestre con abundante pastura y agua, que conjuga naturalmente con una época de hombres nómades dedicados exclusivamente a la caza y recolección.
Posteriormente, con el descubrimiento de la agricultura, que revolucionó en sumo grado las relaciones económicas sociales de estos grupos, se posesionaron en quebradas y valles interandinos, razón por el cual se puede encontrar vestigios arqueológicos en CUMPE la ciudadela y CHICLLANCO zona de entierros sagrados que los vinculó directamente al UKU PACHA a la sabia de vida, en dicho lugar se encuentran entierros circulares, acompañados con tejidos de primera calidad, relucientes de color con detalles perfectos y objetos finamente delineados ofrecidos como ofrendas, las mismas que lastimosamente fueron saqueados por desconocimiento y hoy no se tiene estos elementos arqueológicos.
Esta sociedad no se detuvo allí, siguió su desarrollo y evolución por la quebrada hacia las zonas bajas, con el perfeccionamiento de la agricultura y el descubrimiento de la ganadería; así se tiene asentamientos más perfeccionados en CHUYMACC, en este lugar ya se puede observar el dominio de la agricultura con sistema de andenes, para finalmente desarrollar una sociedad clasista espléndida en TAULISMARCA ubicada entre los distritos de Villa de Arma y Tantará, dicha ciudadela con infraestructura de riego, áreas de esparcimiento, cementerios hasta un Aclla Huasi que hasta la actualidad se llama “WARMI LLACCTA”.
Respecto al espacio geográfico de Aurahuá, debido a los asentamientos prehispánicos evidentes, fue una tierra profundamente fecunda, tanto es así que, se puede manifestar que el área de la capital del distrito de Aurahuá, fue considerado como la “TIERRA DEL SOL”, puesto que fue el área más plana de toda la zona de quebrada y la más productiva, y es sabido que este tipo de tierras siempre fueron consideradas como sagradas y fueron ofrendadas al Dios Sol, dejándolo hasta cierto punto casi virgen salvo con algunas ofrendas, dicha aseveración se funda en los hallazgos de algunas ofrendas en “ALBANAPATA” y otros entierros en lugares estratégicos en toda el área circundante.
El distrito fue creado mediante Ley del 6 de septiembre de 1920, en el gobierno del Presidente Augusto B. Leguía.

## Origen del Nombre

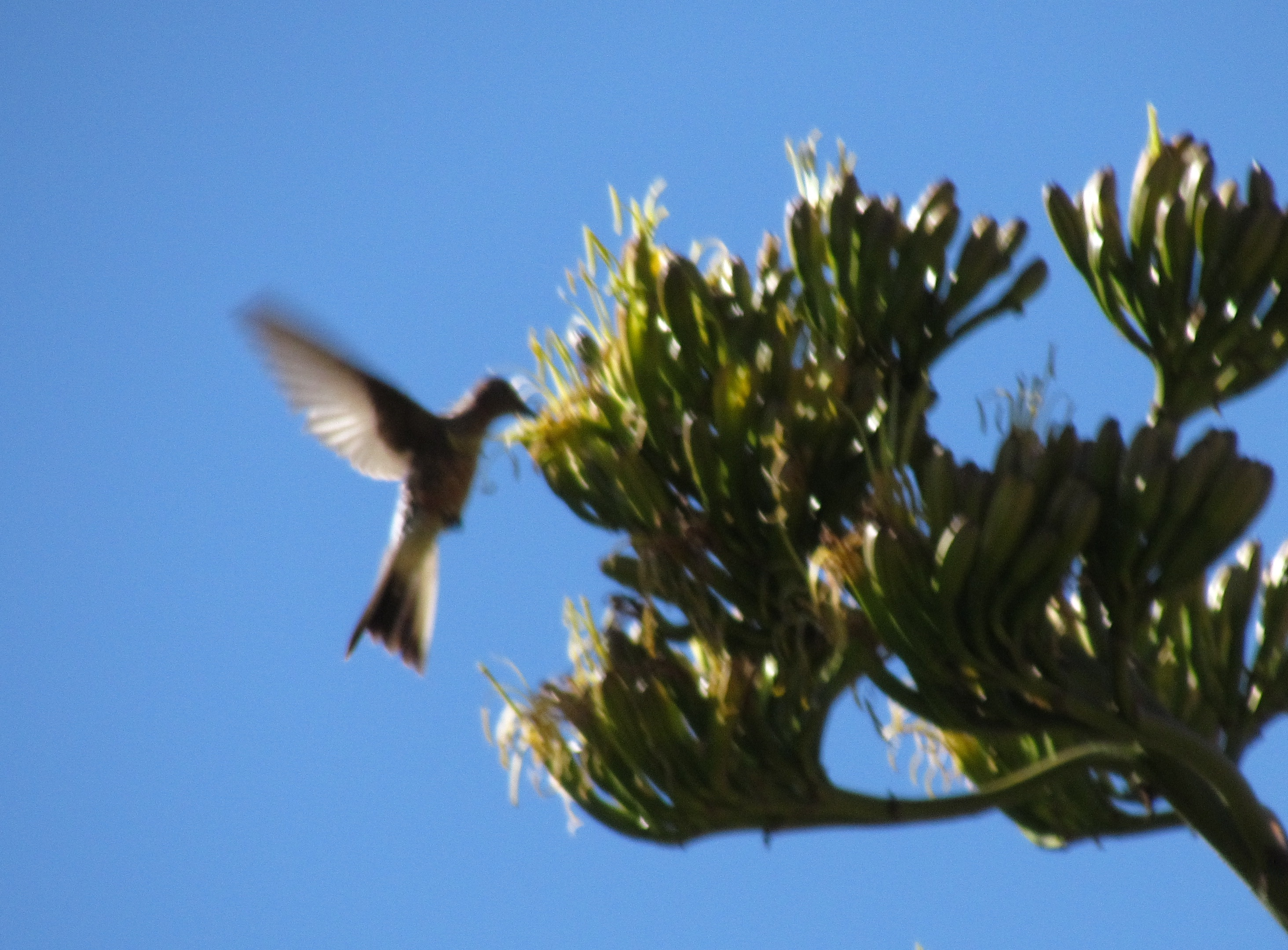
Picaflor en Aurahuá

La más cercana al origen es la que cuenta que fueron capturados algunos abigeos provenientes de la zona de chuya(vilca), los que fueron sometidos a un juicio popular, negándose inicialmente el hecho, pero al ver que los golpes y las amenazas de los lugareños fueron intensos, no les quedó más que aceptar su cometido, la misma que lo dijeron en quechua AU que significa SI y ROHUARA que significaría LO HICE, entonces fucionado eso es AUROHUARA, de ello hoy es AURAHUÁ

## Ubicación ecotopográfica del distrito
El distrito Aurahuá se ubica en la región subtropical de la zona norte de la provincia de Castrovirreyna y sur del departamento de Huacavelica; entendiendo la división moderna hecha por el naturalista Javier Pulgar Vidal, el territorio del distrito de Aurahuá se extiende desde la región QUECHUA (Ccollota – 2987 msnm) hasta la región JANCA o CORDILLERA (Altar, Ccoyre y Yanavaca – 5224 msnm). Con relación a las coordenadas geográficas se ubica en los 13o 01´48´´ de latitud sur y a 75o 34´12´´ de longitud oeste. Su ubicación es estratégica, debido a que se encuentra en la frontera tripartita entre Huancavelica, Ica y Lima; además es el puerto principal para concatenar a la incontrastable Huancayo(Junin) con las poblaciones de la costa sur de nuestra patria (Chincha, Pisco e Ica).
Su capital es el pueblo de Aurahuá.
Aurahua es el punto céntrico de comunicación hacia la Provincia de Chincha, Huancavelica y Huancayo.

## Ubicación de Arahuá
Nº Divisiones Autor-Estudioso Región de Ubicación de Aurahuá
1 División Tradicional (Costa, Sierra y Selva) Crónicas de Pedro CIEZA DE LEÓN – 1553 1 Región: Sierra
2 Las Ocho Regiones Naturales Javier PULGAR VIDAL – 1942 4 Regiones: Quechua, Suni, Puna y Janca o Cordillera.
3 Formas de Vida Natural en el Perú Joseph TOSI – 1960 4 Regiones: Estepa Espinoza Montano Bajo, Páramo Montano Sub Alpino, Tundra Pluvial Alpino y Niva.
4 Las Once Eco Regiones Antonio BRACK EGG – 1986 2 Regiones: Serranía Esteparia y Puna

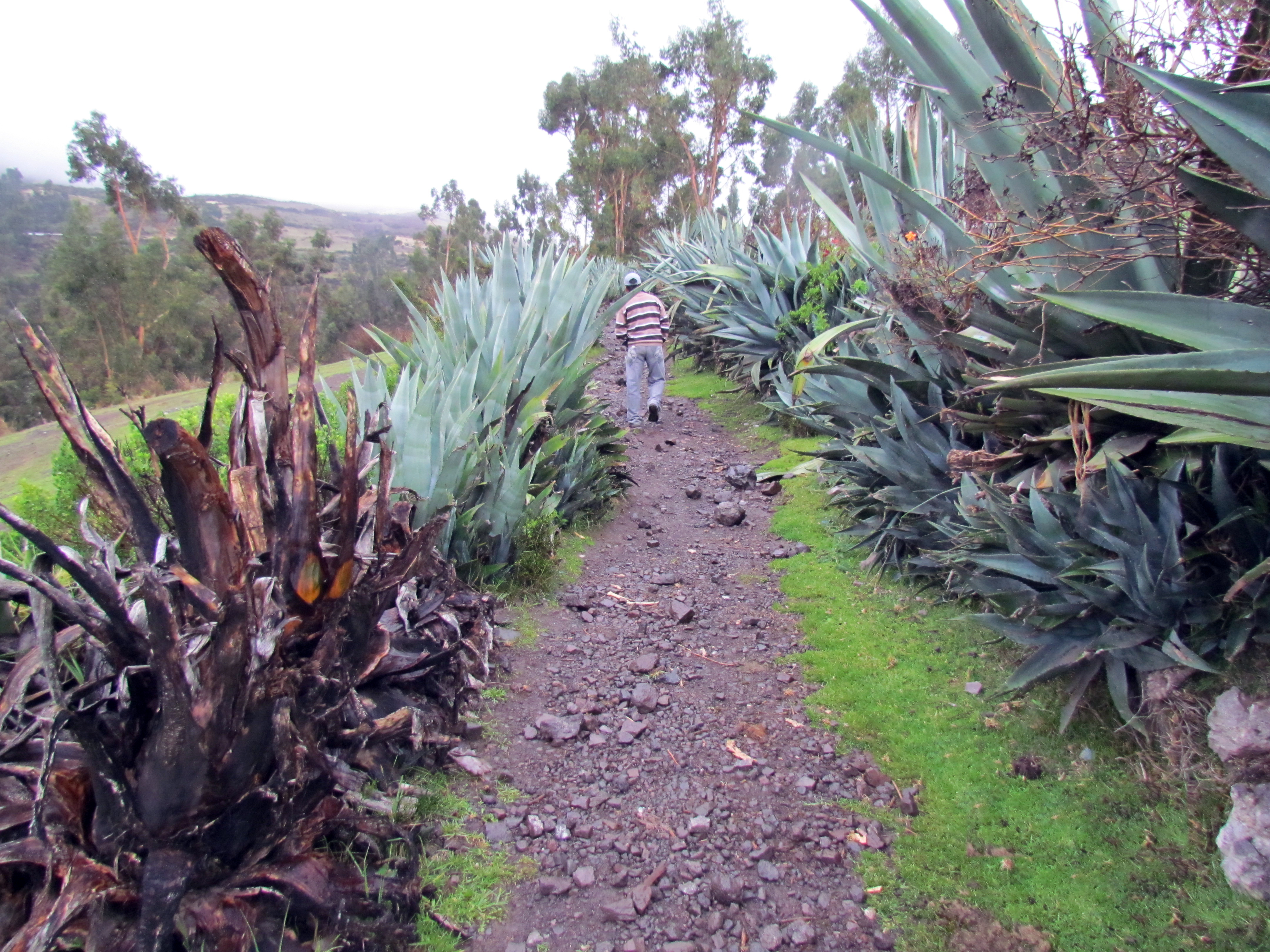
Caminos de herradura en Aurahuá

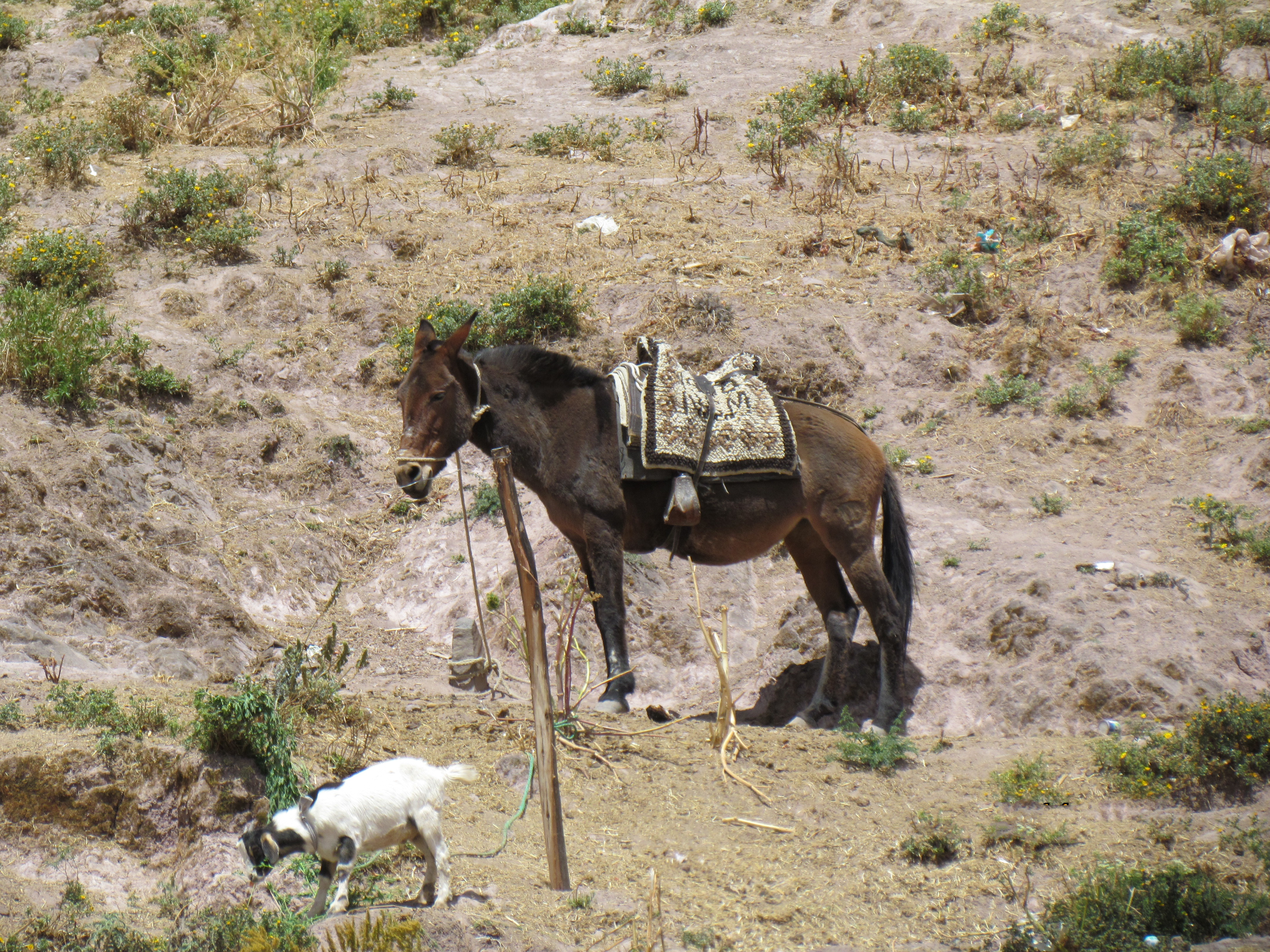
Mula de arrieros aurahuinos

## División política y extensión
Como división política, es uno de los 100 distritos ubicados en la región de Huancavelica, distribuidos en 7 provincias, Aurahuá constituye uno de los trece distritos de la provincia de Castrovirreyna, ubicado en la zona norte de esta provincia cuenta con 17 poblados principales, que son: Huichinga (Manantial de la uva y el vino chinchano), CCollpa, Cochamarca, Ccachos, Clavel Cancha, Lircay, Ccaucces, Flor de cancha, San José de Chocoró, Antacancha, Atacancha, Mallqui, Percoya(Soycco), Central, Cullpará(Tierra del Patrón Paria), Libertad, Pampa Libre(Ismo), Huayará, Patará(Fuente de Vida Aurahuina), Vista Blanca, Huacyas Chucuhuasi y Ccollota(pueblo Fronterizo). Aurahuá tiene una extensión territorial de 3,500 km², con 120 unidades agropecuarias en su superficie.

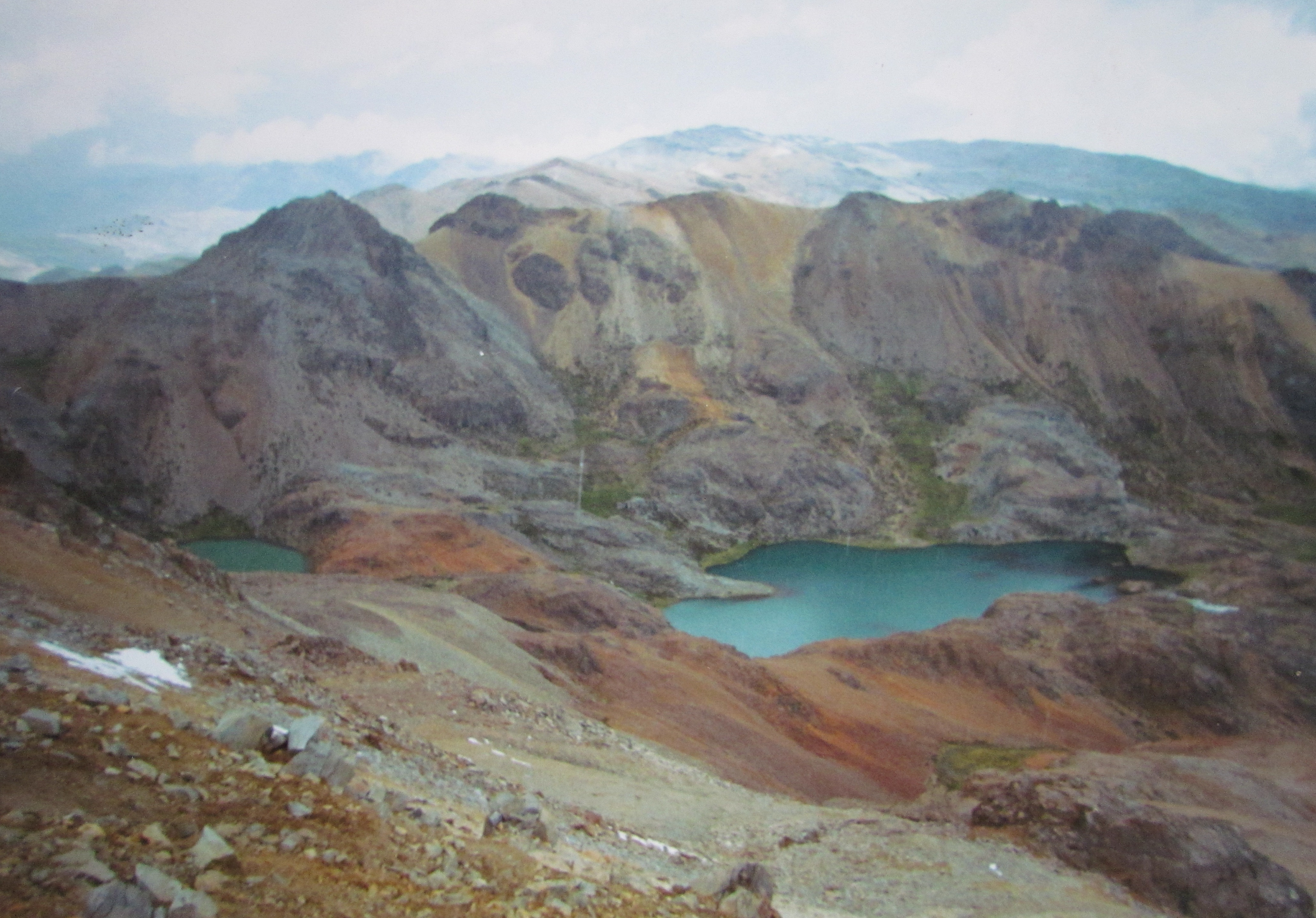
lagunas de Verde Cocha y Azul Ccocha

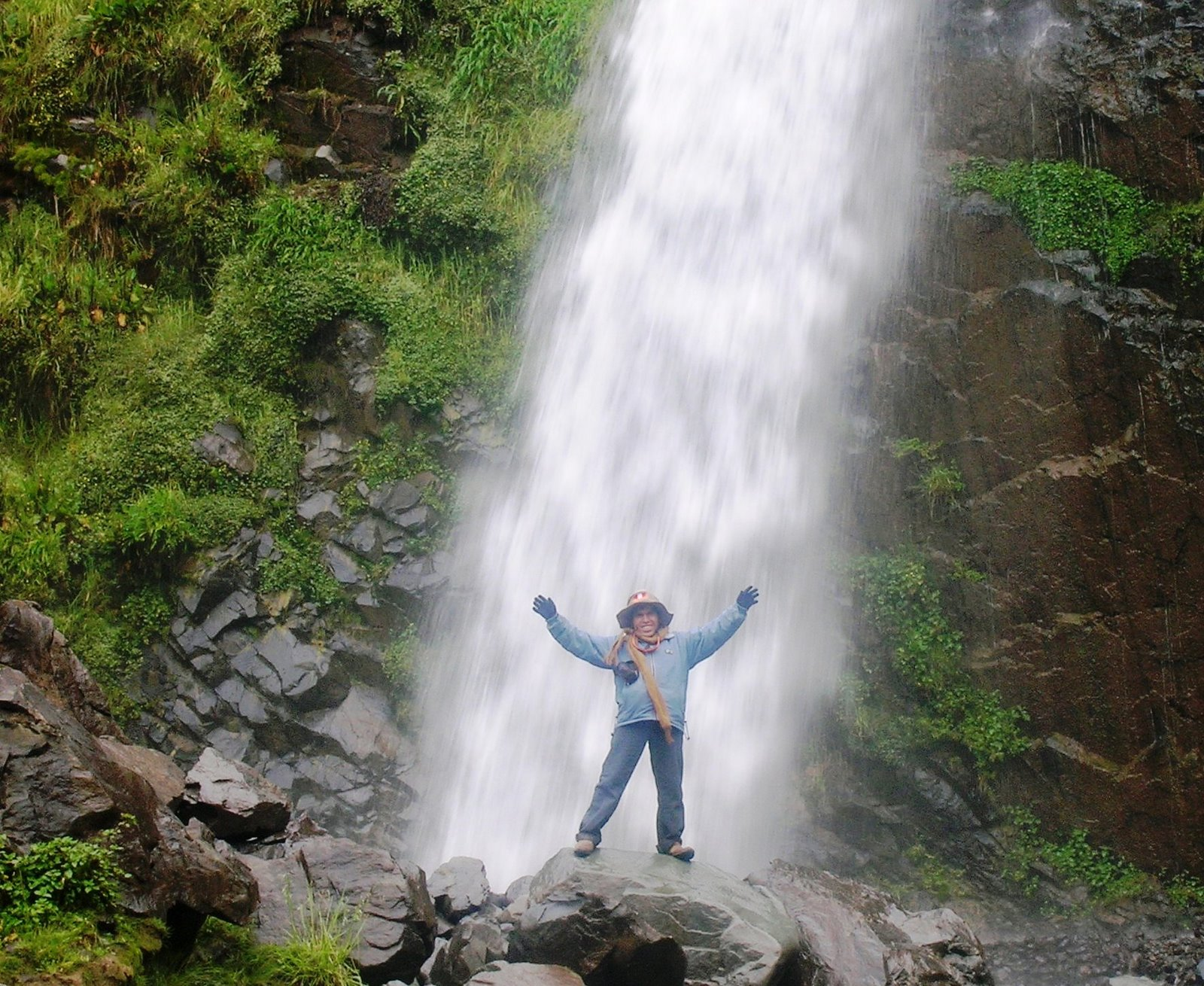
CATARATA DE PUMAHUANTO

## Hidrografía
Lo constituye la cuenca hidrográfica del “RÍO SAN JUAN”, debido a la ubicación geográfica del distrito este río es torrentoso con variaciones de caudal de acuerdo a estaciones durante el año; dicha cuenca tiene su origen en la cordillera central ubicados en el territorio del distrito de Aurahuá, entre ellos se tiene a: CCOYRE, ICHU RUTUNA, ALTAR, YANA VACA, CHOCCA, SHUCULLO y otros, estos dan origen a los ríos Palmadera, Ccollpa Mayo y Huiachinga, cuyas aguas se juntan en TINCO, drenando sus aguas hasta juntar con el río SHAHUINTO en Chancahuasi; ambos ríos forma el río Aurahuá que tramos abajo es el río San Juan, dichas aguas aurahuinas riega las sedientas tierras de los ocho distritos del norte de castrovirreyna, para luego en un 90% de sus aguas regar los valles costeros de Chincha. Además en la hidrografía se puede encontrar lagunas como ANTACOCHA, BARCO CCOCHA, AZUL CCOCHA, VERDE CCOCHA, ACCOCCOCHA, CCEULLACCOCHA, HUICHINGA(Mayor represa de agua en el norte de Castrovirreyna) y QARQAR(Futura dispensa de agua para el valle del sol), todas estas fuentes de agua son de mucha importancia socio económica, debido a que en su regazo viven las truchas y son la fuente de origen de los ríos que dan vida a las quebradas.

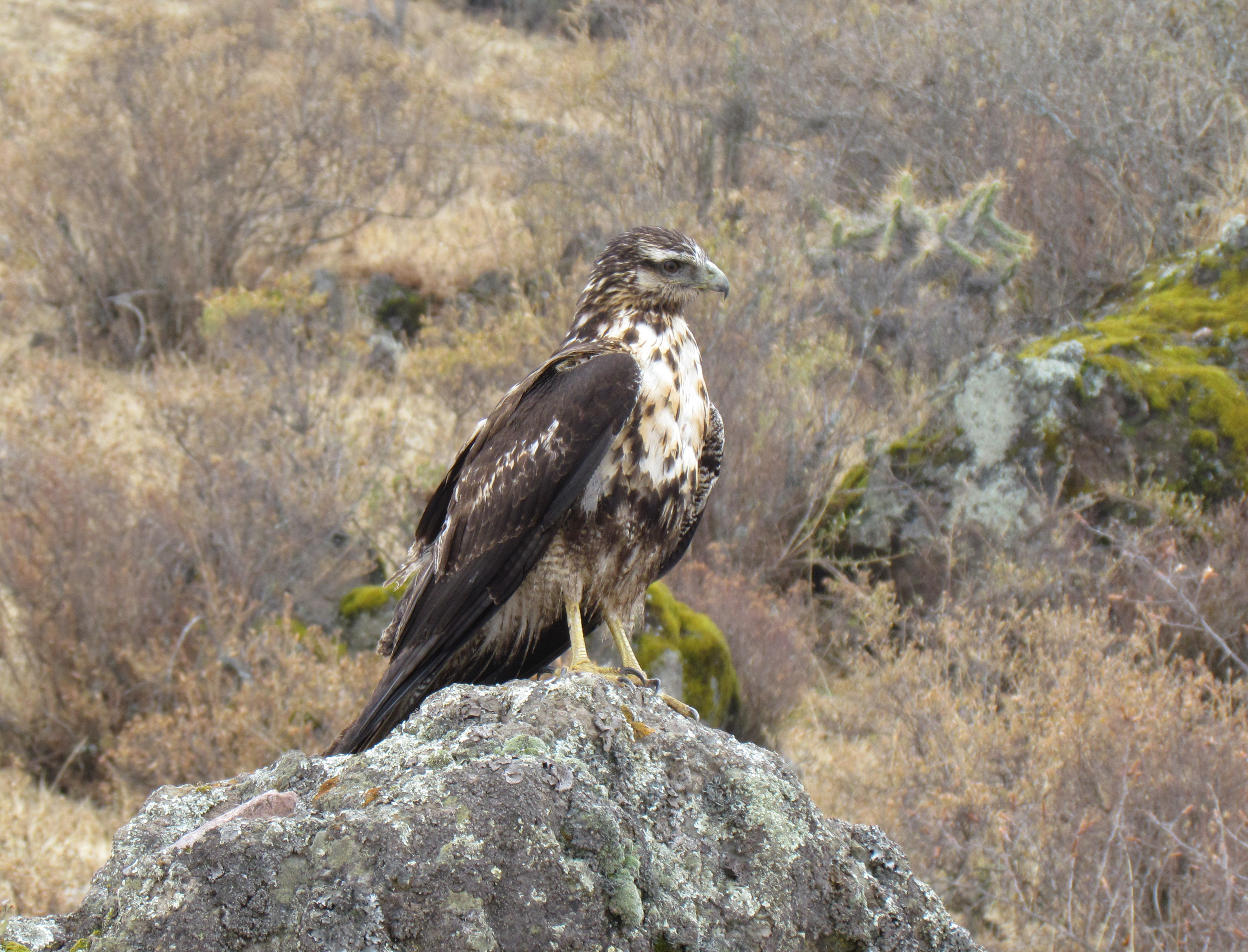
Águila real de Aurahuá conocido como el Huaman de la buena suerte

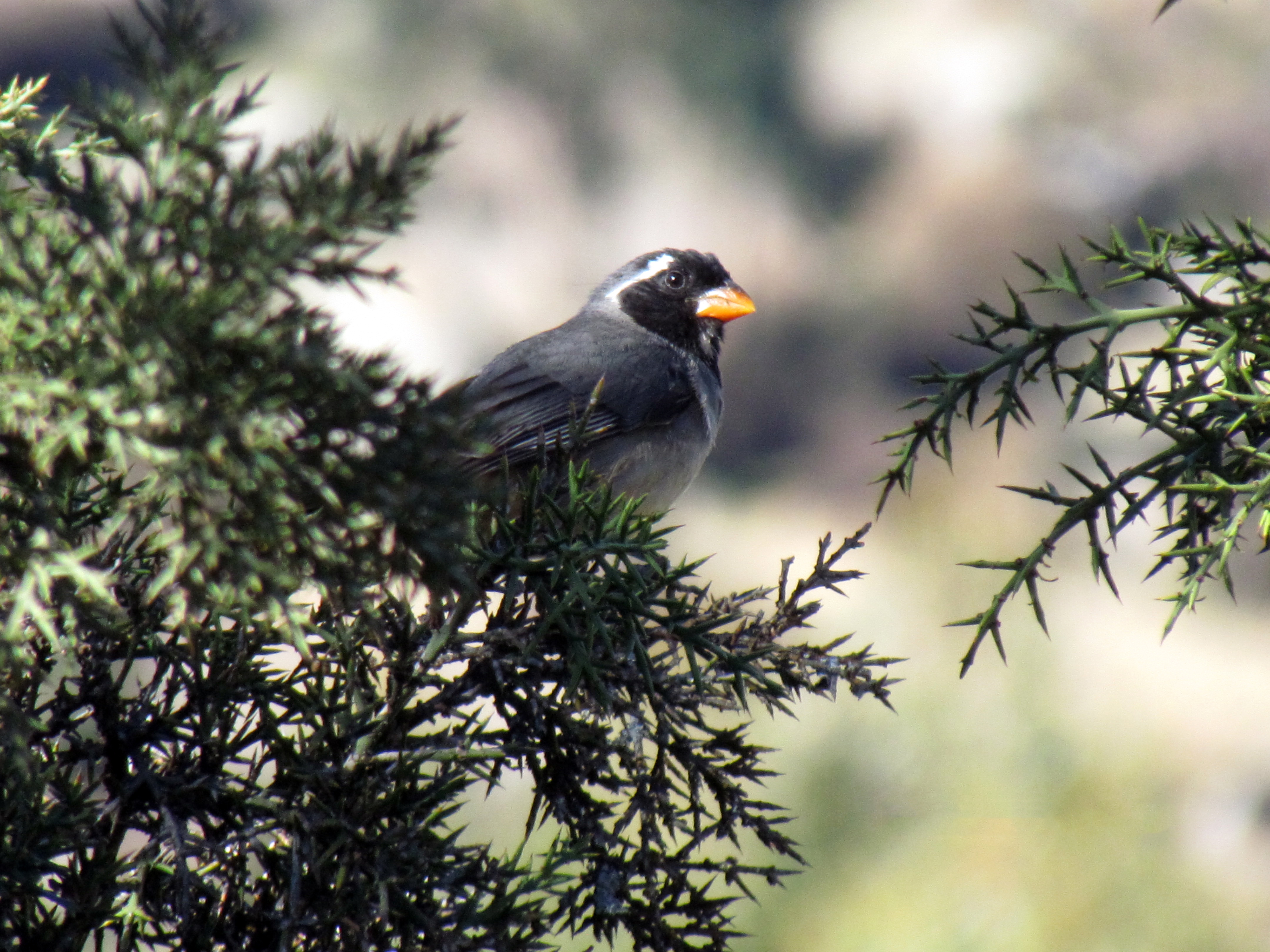
Ave común 1 en Aurahuá

## Clima y altitud
El clima de Aurahuá, es de tipo templado seco boreal, esto nos indica dos estaciones muy marcadas, un invierno seco que se inicia en abril hasta diciembre y un verano muy lluvioso desde diciembre hasta marzo con presencia abundante de neblina a ras de suelo; la temperatura promedio anual del distrito es de 12 centígrados, se siente frío en las noches debido a la presencia del curso del viento del pacífico. En la capital durante el día la insolación es fuerte con un cielo límpido y azulado, con un aire seco en el invierno y húmedo en el verano con evaporaciones intensas, esto debido a que la capital se encuentra a 3,350 msnm en la Región Quechua.

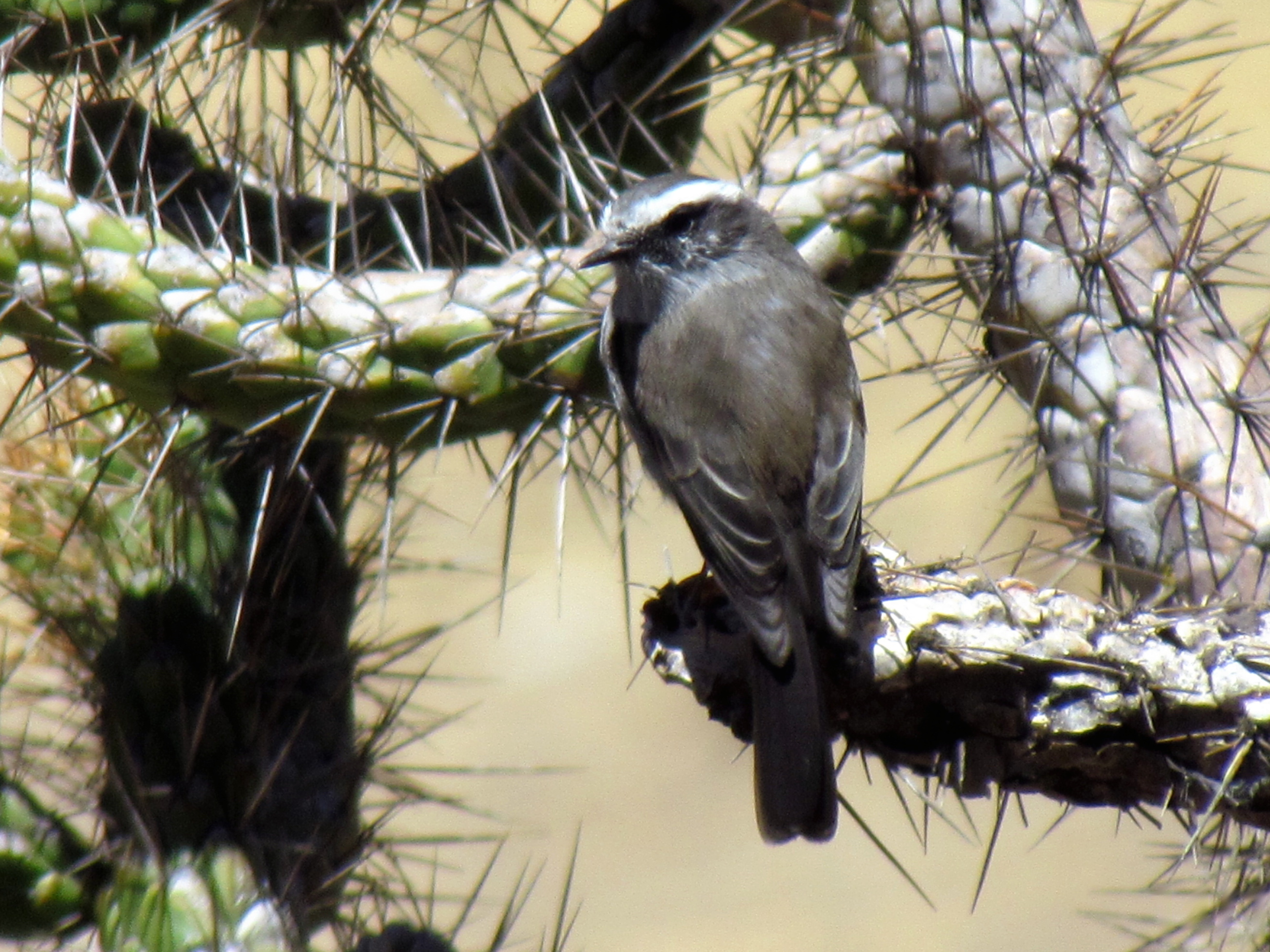
Ave común 2 en Aurahuá

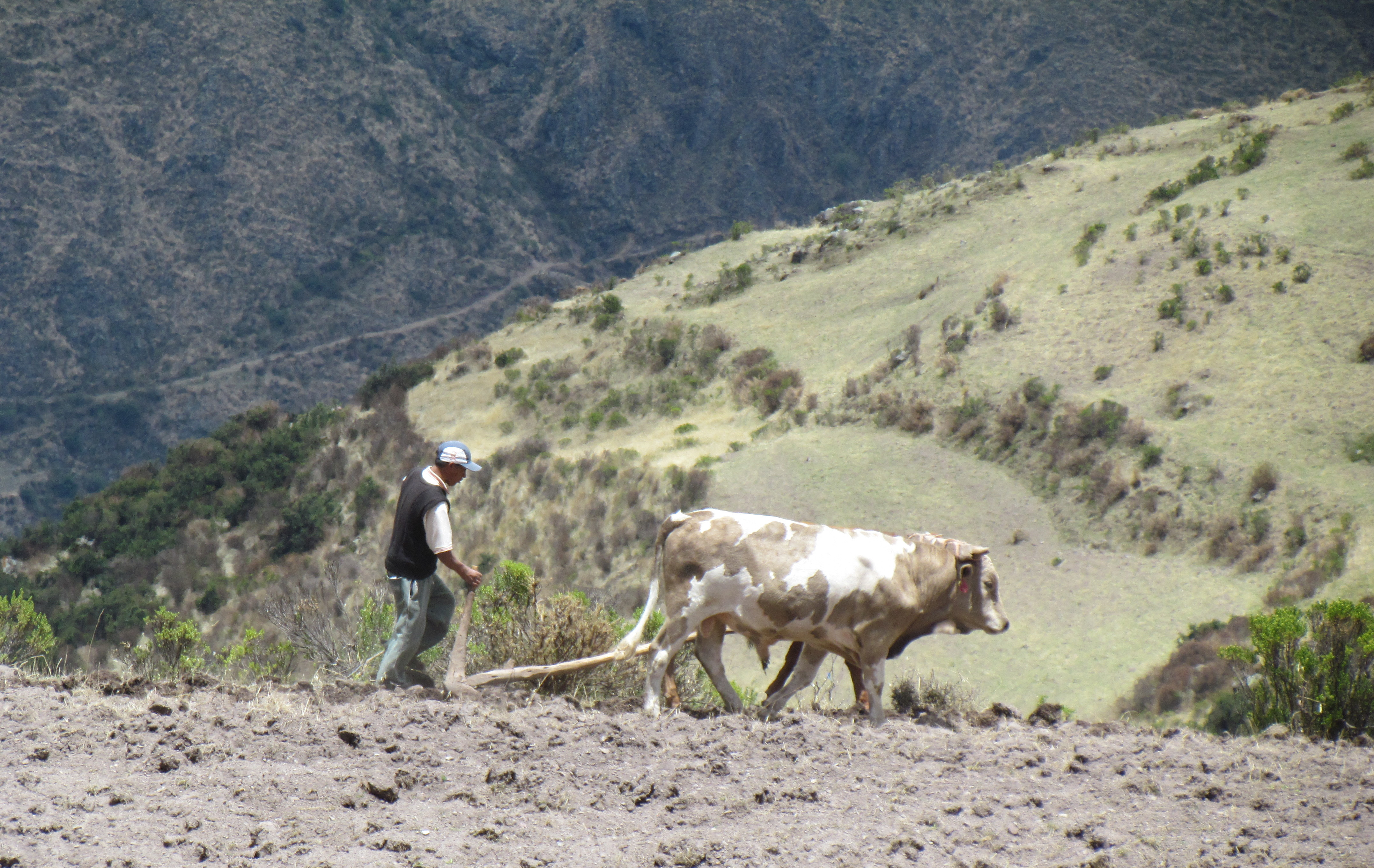
Labrando la tierra aurahuina

## Caseríos
| - Accopuquio - Ccachos - Clavelcancha - Flor de cancha - Huayara | - Jasachacra - Jollota - Lircay - Patahuasi - Patara - Vista alegre |

## Anexos
con sus 14 anexos respectivamente
- Huichinga
- Central
- San José de Chocoro
- Cochamarca
- Cullpara
- Huacyas Chucuhuasi
- Libertad
- San Juan de Mallqui
- Pampa libre
- Percoya
- Vista blanca
- Antacancha
- Collpa
- Patacancha

## Autoridades

### Municipales
- 2018-2021[1]
  - Alcalde: Wilberto Dante Rios Huaraca,Movimiento Independiente el Ayni(MIA).

### Religiosas
- Obispo de Huancavelica: Monseñor Isidro Barrio Barrio (2005 - ).

## Educación
Aurahuá cuenta con 6 Instituciones Educativas de Nivel Inicial, con 12 del Nivel Primaria, 3 del Nivel Secundaria (cochamarca, chocora y auarhuá) y el Instituto Superior Tecnológico de Aurahua con tres especialidades que son enfermería, construcción civil y agropecuaria.

## Festividades

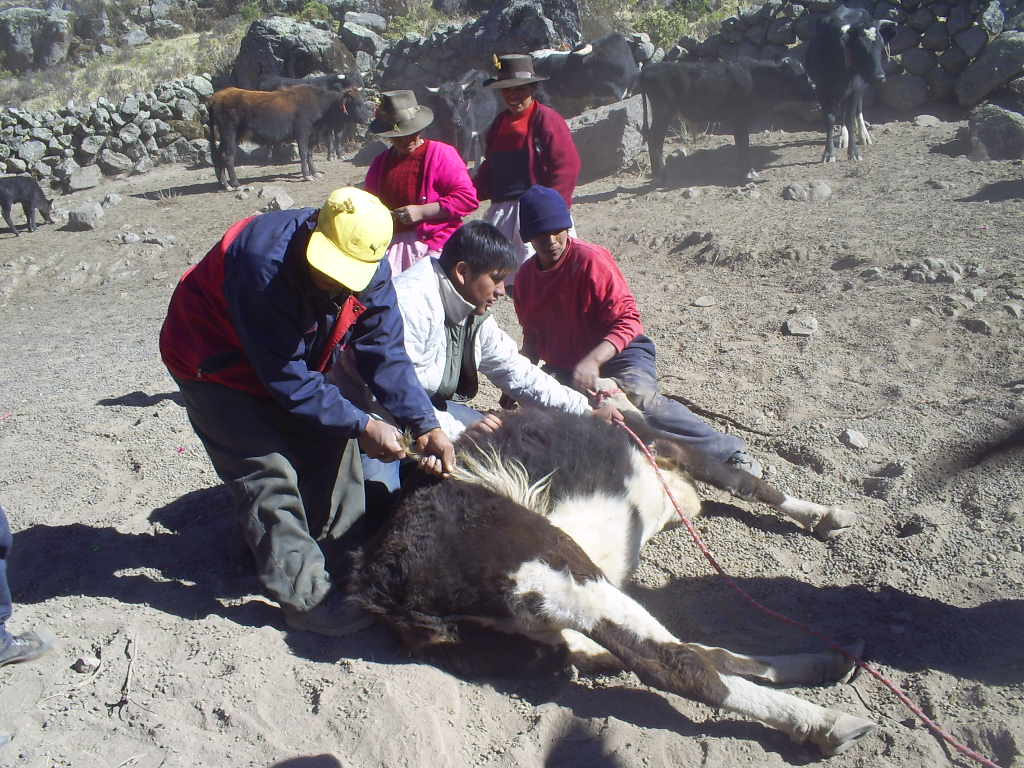
Herranza de los animales en orcconcancha, Aurahuá.

Del 28 de agosto al 3 de setiembre se celebra la fiesta patronal en honor a la Virgen Perpetuo Socorro y Santa Rosa de Lima, que es la fiesta de mayor trascendencia para el distrito. También se celebra la fiesta de las cruces del 1 al 6 de mayo en todos los barrios, que es parte de la vivencia ancestral de nustros pueblos, parte de la alegría de una buena cosecha, el pago a la PACHAMAMA y el buen augurio que el año será lleno de éxitos. Los festejos se realizan con orquestas, bandas y fundamentalmente con los danzantes de tijeras, una competencia de gimnasia y sangre entre los abrrios PARIA y AURAHUA. Los visitantes en estas épocas no gastan en alimentación ya que es tradición servir pachamanca todos los días a todos los visitantes como parte de la costumbre. Anímese conocer y vivirlo algo especial e inolvidable.
- Aquí puedes encontrar algunos enlaces para ver las costumbres del distrito de Aurahuá
- fiesta de la bajada de reyes del distrito de Aurahuá
- fiesta  de bajada de cruces del distrito de Aurahuá
- fiesta  patronal del distrito de Aurahuá

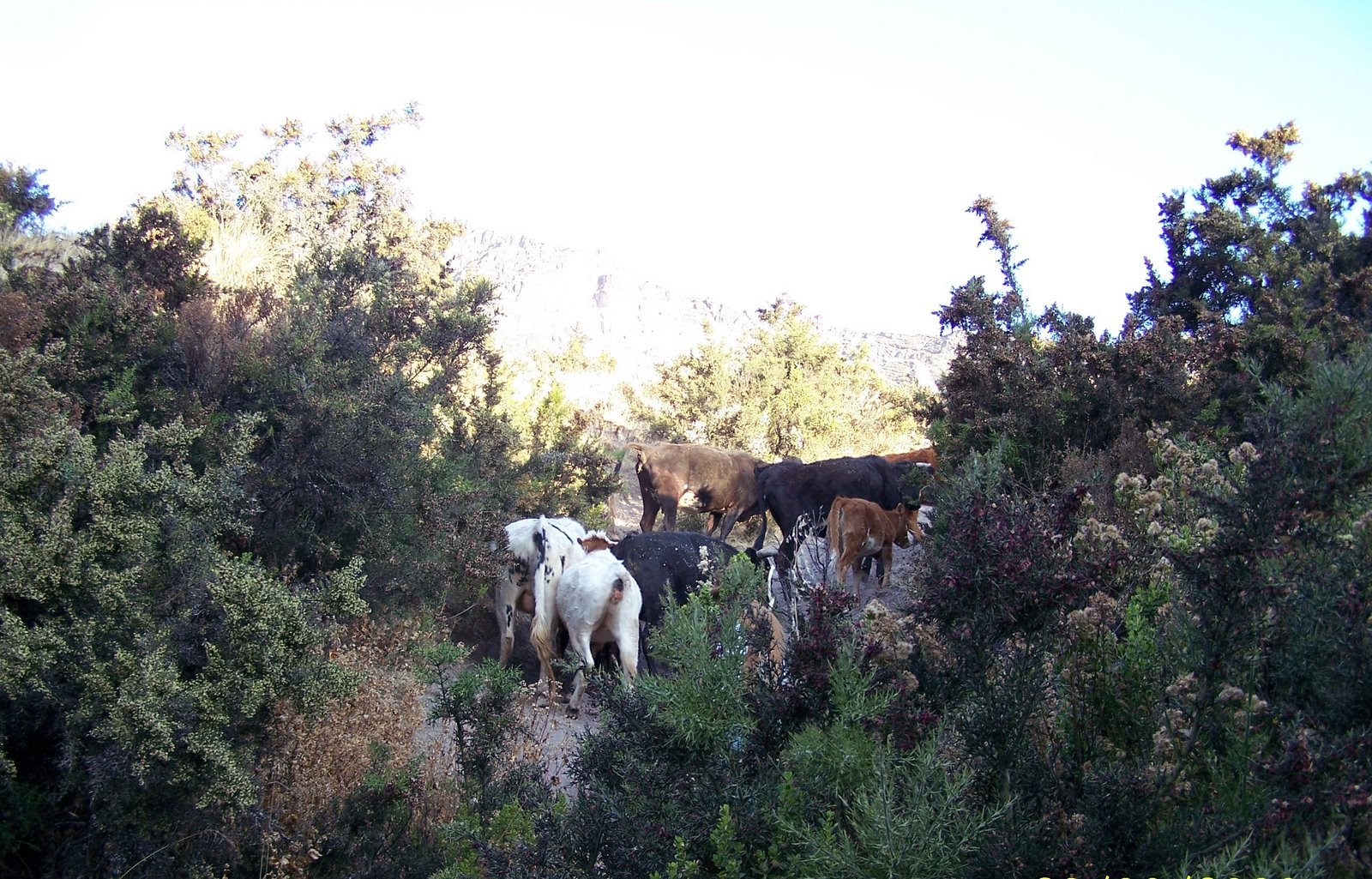
vacunos en Aurahua

Herranza de animales es una costumbre donde todos los ganados vacunos, ovinos, caprinos son contados, se les coloca varias cintas de colores en la oreja.fiesta de la producción ganadera de cada familia.

## Transporte

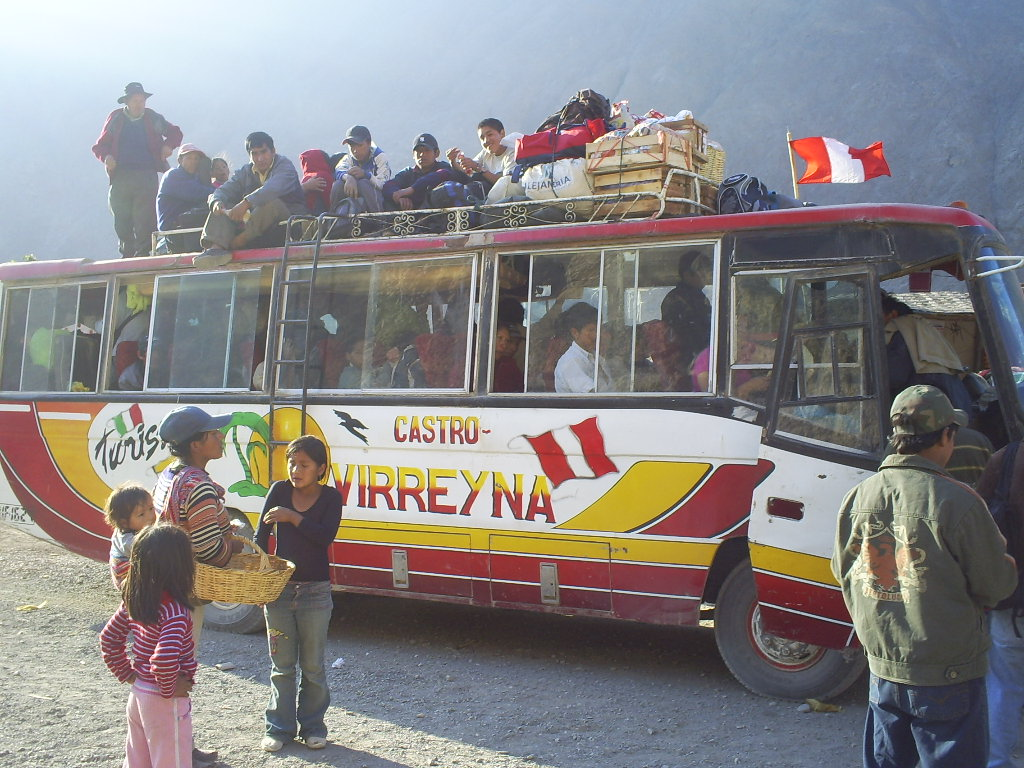
Bus rumbo hacia Aurahua, (Huancavelica - 2008).

- La ruta 1 para llegar e Arahuá es: Lima-Chincha-Arma-Arahuá.
- La ruta 2 es: Lima-Chincha-San Juan Castrovirreyna-Tantara-Chupamarca-Arahuá.
- La ruta 3 es: Lima-Huancayo-Tipicocha-Colcabamba-Chancahuasi-Arahuá.
- La ruta 4 es : Lima-Huancayo-Huancavelica-Arma-Arahuá.

La ruta 5 : Lima-Huancayo-Huancavelica-Cochamarca-Chocoro-Chancahuasi-Aurahuá.
La ruta 6 : Lima-Huancayo-Huancavelica-Tipicocha-Colcabamba-Chancahuasi-Aurahuá